# Mireia Cornudella i Felip
Mireia Cornudella i Felip (Barcelona, 4 de novembre de 1966) és una regatista catalana, medallista en el campionat del món de vela en dues ocasions.
Fou campiona del món juvenil en la classe vaurien l'any 1984. Quatre anys més tard, el 1988, amb la seva germana Núria Cornudella, obtingué el bronze al Campionat del Món absolut en la mateixa classe. L'any 1992, en ocasió dels Jocs Olímpics de Barcelona, fou la responsable voluntària de l'àrea ECHO de salvament. Entre 1994 i 2006 treballà al Centre Municipal de Vela de Barcelona, i des del 2007 forma part de l'equip organitzatiu de la Barcelona World Race. És cap de l'àrea de divulgació i d'educació i ciència de la Fundació Navegació Oceànica de Barcelona (FNOB).

## Premis i condecoracions
- Medalla d'or al Campionat del Món juvenil de Vela (classe vaurien).
- Medalla de Bronze al Campionat del Món absolut (classe vaurien amb Núria Cornudella)
- Insígnia de plata de la Reial Federació Espanyola de Vela.
- Medalla de plata de la Federació Catalana de Vela.[1]